# Sean De Bie
Pour les articles homonymes, voir De Bie.
Sean De Bie, né le 3 octobre 1991 à Bonheiden, est un coureur cycliste professionnel belge, professionnel de 2013 à 2021.

## Biographie

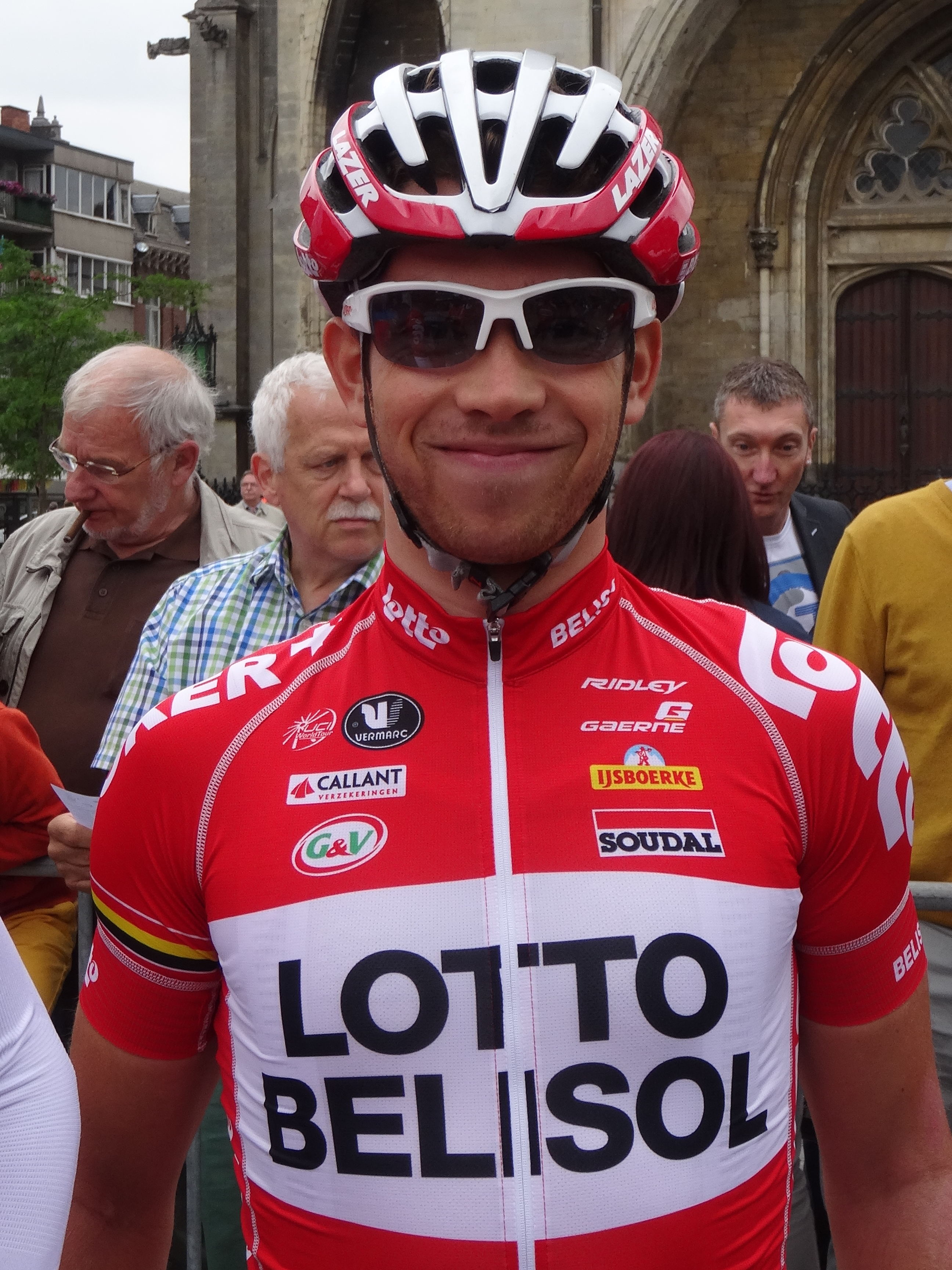
Sean De Bie lors du Tour du Limbourg 2014.

Sean De Bie est né le 3 octobre 1991 à Bonheiden, commune néerlandophone de Belgique située en Région flamande dans la province d'Anvers. Il est le fils d'Eddy De Bie et le neveu de Danny De Bie, champion du monde de cyclo-cross en 1989 à Pontchâteau.
Il remporte le championnat d'Europe sur route espoirs 2013 disputé à Olomouc en Tchéquie. Il s'impose devant le Tchèque Petr Vakoč, le Letton Toms Skujiņš et le Français Julian Alaphilippe. Cette même année, il devient professionnel au sein de la formation Leopard-Trek Continental.
À la fin de la saison 2014, le contrat qui le lie à son employeur est prolongé pour l'année suivante
La 4e étape du Tour du Luxembourg permet à Sean De Bie de décrocher sa première victoire chez les professionnels au premier semestre 2015. Plus tard dans la saison, il termine troisième de la Course des raisins et s'adjuge le Grand Prix Impanis-Van Petegem devant son compatriote Dimitri Claeys. En fin d'année, il prolonge son contrat avec la formation Lotto-Soudal.
Sa saison 2019 est perturbée par une chute au cours d'un entraînement en mai qui le blesse à la rate, à un poumon et lui provoque des fractures à plusieurs côtes et au sternum,.
Au mois d'août 2020, il se classe cinquième de la Course des raisins (une épreuve belge disputée à Overijse).
Sean De Bie arrête sa carrière de coureur à l'issue de Binche-Chimay-Binche 2021.

## Palmarès et classements mondiaux sur route

### Palmarès amateur
- 2007
  - 3e du championnat de Belgique du contre-la-montre débutants
- 2008
  - Flanders-Europe Classic
- 2009
  - Championnat du Brabant flamand du contre-la-montre juniors
  - 2e et 5e étapes du Tour de Himmelfart juniors
  - 2e étape des Tre Giorni Orobica
  - 1re étape de Liège-La Gleize
  - 2e de Remouchamps-Ferrières-Remouchamps
  - 3e du championnat de Belgique du contre-la-montre juniors
  - 4e de Paris-Roubaix juniors
  - 6e du championnat du monde sur route juniors
- 2010
  - 3e étape du Tour de Liège
  - 2e de l'Omloop van de Grensstreek
- 2011
  - 1re étape de Toscane-Terre de cyclisme
  - Championnat du Brabant flamand sur route
  - 2e du Grand Prix de Waregem
  - 2e de la Coupe Marcel Indekeu
  - 2e du Mémorial Gilbert Letêcheur
  - 3e de la Flèche flamande
- 2012
  - 1re étape du Triptyque des Monts et Châteaux
  - 2e du Tour des Flandres espoirs
  - 3e de la Zuidkempense Pijl
- 2013
  -  Champion d'Europe sur route espoirs
  - Championnat du Brabant flamand sur route espoirs
  - 1re étape du Czech Cycling Tour (contre-la-montre par équipes)
  - 2e de la Côte picarde
  - 2e de la Ronde pévéloise
  - 3e de l'Arno Wallaard Memorial

### Palmarès professionnel
- 2015
  - 4e étape du Tour du Luxembourg
  - Grand Prix Impanis-Van Petegem
  - 3e de la Course des raisins
- 2016
  - Classement général des Trois Jours de Flandre-Occidentale
  - 2e du Ster ZLM Toer
- 2018
  - 4e étape de l'Étoile de Bessèges
  - 3e de Halle-Ingooigem
  - 5e de Eschborn-Francfort
- 2021
  - 2e du Tour du Finistère

### Résultats sur les grands tours

#### Tour d'Italie
2 participations
- 2016 : 107e
- 2017 : abandon (16e étape)

### Classements mondiaux
| Année                                 | 2010 | 2011 | 2012 | 2013 | 2014 | 2015 | 2016 | 2017  | 2018 | 2019  | 2020 | 2021 |
| ------------------------------------- | ---- | ---- | ---- | ---- | ---- | ---- | ---- | ----- | ---- | ----- | ---- | ---- |
| UCI World Tour                        |      |      |      |      | nc   | nc   | 234e | 375e  | nc   |       |      |      |
| Classement mondial                    |      |      |      |      |      |      | 194e | 1669e | 114e | 2428e | 532e | 589e |
| UCI Europe Tour                       | 726e | 405e | 168e | 33e  |      |      | 67e  | 1389e | 38e  | 1555e | 434e | 474e |
|                                       |      |      |      |      |      |      |      |       |      |       |      |      |
| Légende : nc = non classéSource : UCI |      |      |      |      |      |      |      |       |      |       |      |      |

## Palmarès en cyclo-cross
- 2005-2006
  -  Champion de Belgique de cyclo-cross débutants
- 2006-2007
  -  Champion de Belgique de cyclo-cross débutants
  - Grand Prix Sven Nys débutants, Baal
- 2007-2008
  - 2e du championnat de Belgique de cyclo-cross juniors
- 2008-2009
  - Druivencross juniors, Overijse
  -  Médaillé de bronze du championnat d'Europe de cyclo-cross juniors